# Spulerina parthenocissi
Spulerina parthenocissi là một loài bướm đêm thuộc họ Gracillariidae. Nó được tìm thấy ở Nhật Bản (Hokkaidō, Honshū, Shikoku).
Sải cánh dài 6–8 mm. Ấu trùng ăn Parthenocissus tricuspidata. Chúng ăn lá nơi chúng làm tổ.